# 迟耀云
迟耀云（1965年9月—），男，汉族，山东蓬莱人，中华人民共和国政治人物。曾任中央纪委国家监委驻文化和旅游部纪检监察组组长、文化和旅游部党组成员，中央纪委国家监委驻中央外办纪检监察组组长。2022年9月30日，任中共福建省委常委、省纪委书记。同年11月24日，任福建省监察委员会代理主任。2023年1月15日，当选为省监察委员会主任。中共第十九届、二十届中央纪委委员。